# Músculo aductor largo del muslo
El aductor (o adductor) largo del muslo, aductor mediano o primer aductor es el más anterior de los tres músculos, situado en el mismo plano que el pectíneo y medial a este.

## Origen
En el ángulo del pubis entre la sínfisis y la espina del pubis, medial al músculo  pectíneo y craneal respecto el aductor corto.

## Inserciones superiores
- en el ángulo del pubis entre la sínfisis y la espina del pubis.
- medial al músculo pectíneo.
- por arriba del aductor corto o menor.

## Inserción inferior
se hace en la porción media del intersticio de la línea áspera del fémur, por intermedio de una aponeurosis atravesada por los vasos perforantes inmediatamente por detrás del músculo vasto medial.

## Inervación y  vascularización
Es inervado por el nervio obturador y un ramo muscular del nervio femoral.
La vascularización depende de la arteria femoral profunda por intermedio de la arteria circunfleja femoral medial para la parte superior y por las arterias perforantes.

## Acción
En este se sintetizan la aducción y la rotación lateral.
También es flexor del muslo con punto fijo en el fémur e interviene en la flexión de la pelvis sobre el muslo